# Halehalli, Maddur
Halehalli là một làng thuộc tehsil Maddur, huyện Mandya, bang Karnataka, Ấn Độ.